# Acalcarella
Acalcarella är ett släkte av tvåvingar. Acalcarella ingår i familjen fjädermyggor.
Kladogram enligt Catalogue of Life:
| Acalcarella | \| \| Acalcarella kasimovi \| \| \| \| \| \| Acalcarella nucus \| \| \| \| |
|             | \| \| Acalcarella kasimovi \| \| \| \| \| \| Acalcarella nucus \| \| \| \| |
|             | Acalcarella kasimovi                                                       |
|             |                                                                            |
|             | Acalcarella nucus                                                          |
|             |                                                                            |